# 675
675 (DCLXXV) fue un año común comenzado en lunes del calendario juliano, en vigor en aquella fecha.

## Acontecimientos
- Se lleva a cabo el IX Concilio de Toledo.
- III Concilio de Braga.[1]

## Nacimientos
- Juan Damasceno teólogo sirio.
- Tervel, emperador de los búlgaros.

## Fallecimientos
- Childerico II, rey de Austrasia.